# Nynäs slotts orangeri

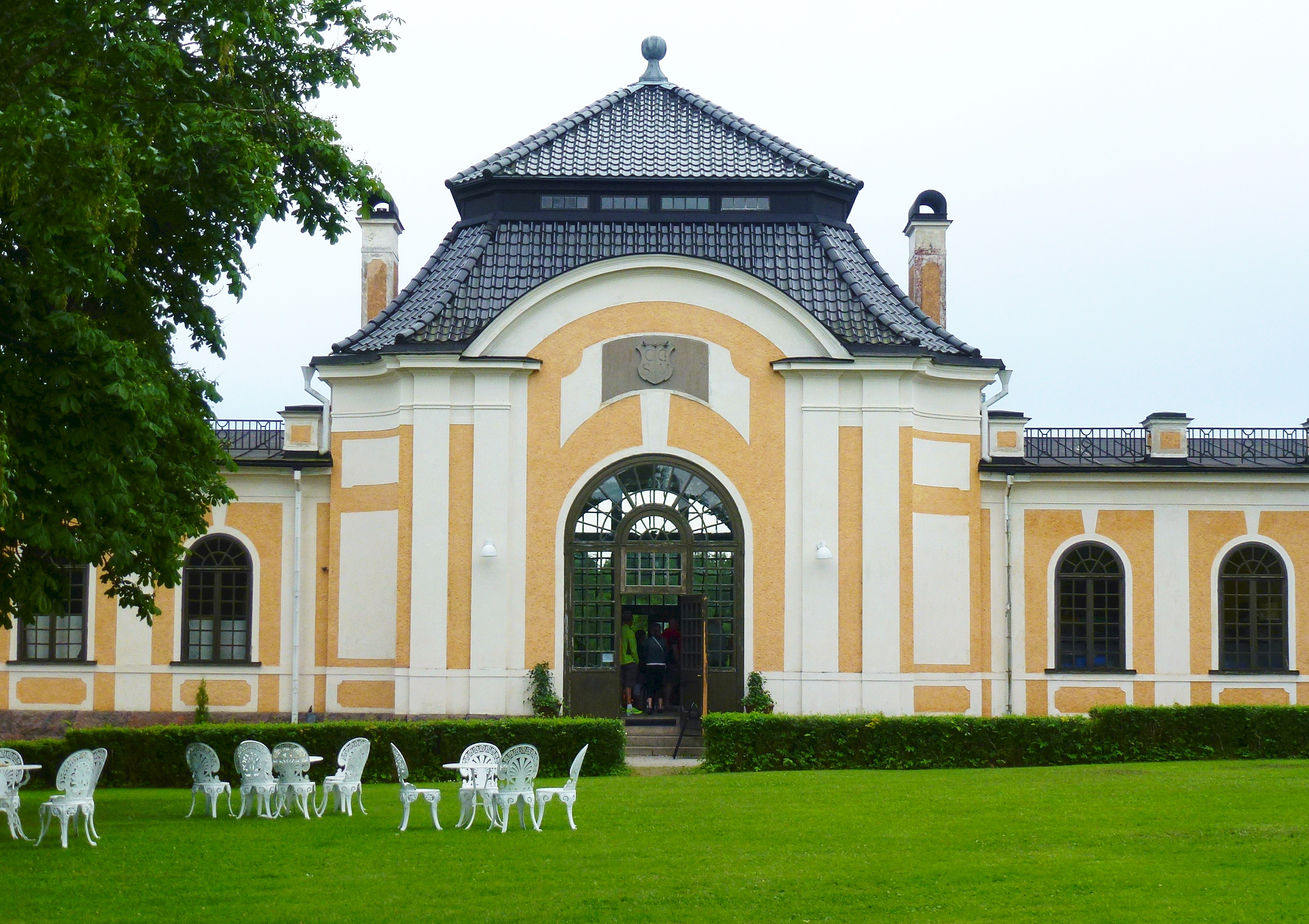
Nynäs slotts orangeri, mittendelen, 2015.

Nynäs slotts orangeri är ett tidigare orangeri på Nynäs slottsområde i Bälinge socken, Nyköpings kommun, Södermanlands län. Byggnaden uppfördes 1907 efter ritningar av arkitekt Isak Gustaf Clason och nyttjas idag som sommarrestaurang och trädgårdsbutik.

## Beskrivning

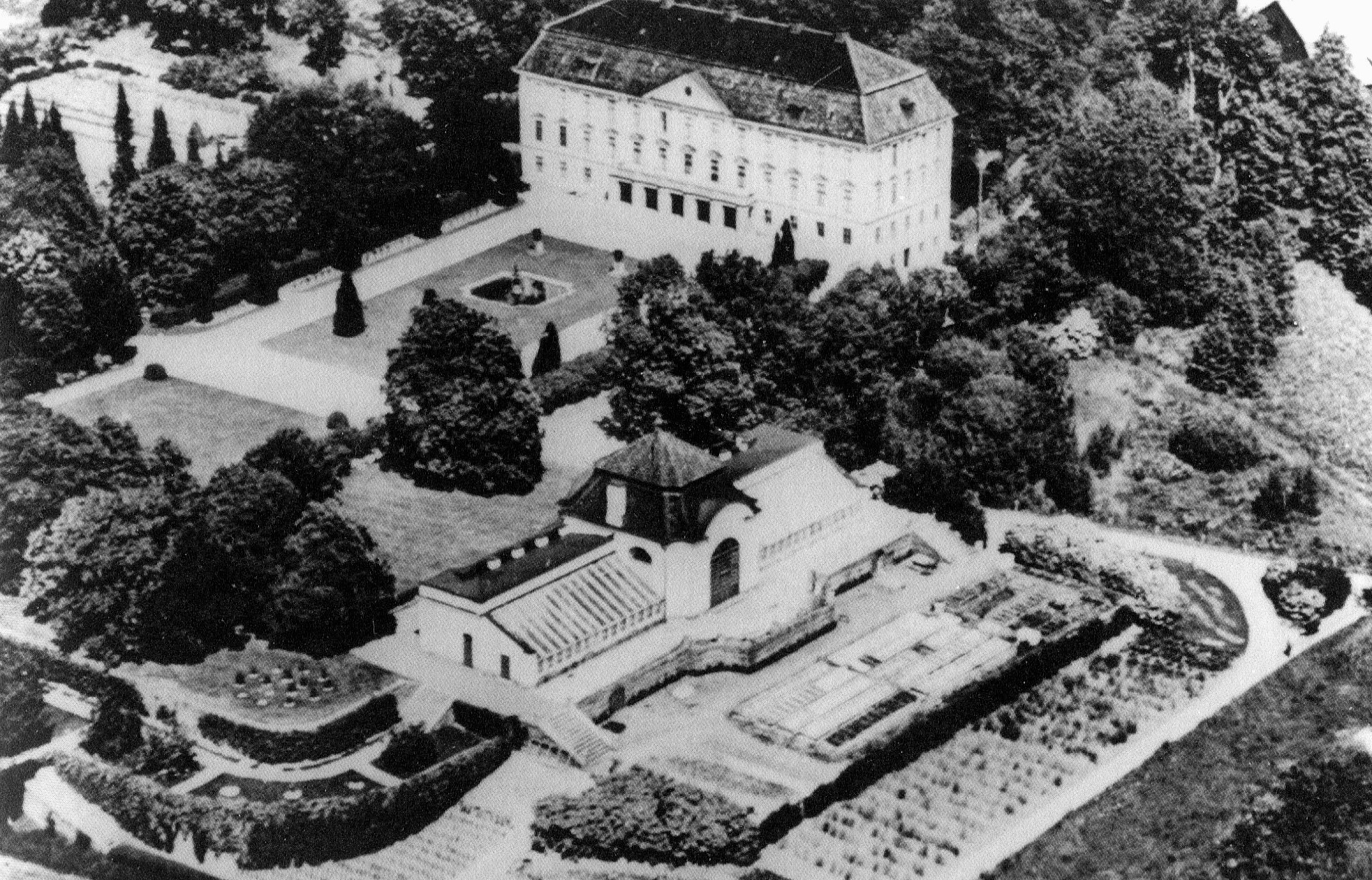
Nynäs slott och orangeri, 1930-tal.

Ett mindre orangeri av sten fanns redan på 1700-talets slut och stod sydväst om huvudbyggnaden, ungefär där nuvarande orangeriet ligger. När Johan August Gripenstedt blev ägare till Nynäs 1856 påbörjades ett stort förnyelsearbete, som fortsattes under hans son Carl Gustaf Gripenstedt. Bland annat fick slottet sitt nuvarande utseende och flera nya byggnader kom till. Orangeriet med växthus och arbetslokaler påbörjades 1905 och stod färdigt 1907. För den arkitektoniska utformningen anlitades Isak Gustaf Clason. Bygget kostade 68 000 kronor att genomföra, en stor summa på den tiden.
Byggnadskroppen delades upp i en hög kvadratisk mittendel, den så kallade rotundan. Den har ett utsvängt tak täckt av svart glaserat taktegel. I öster och väster anslutar två lägre flygelbyggnader med plåttak och balustrad av smidesräcken. Större delen av flyglarnas fasader mot söder glasades in, mot norr accentueras fasaderna av höga välvda fönster och putsindelning med pilaster. Över rotundas huvudentré märks ett vapen med initialerna CG SM som står för Carl Gustaf Gripenstedt och hustrun Syster Ottonie de Maré.
Den höga mittendelen användes för vinterförvaring av bland annat fyra stycken fem meterhöga lagerbladsträd som på somrarna placerades ut framför huvudbyggnaden. Transporten av de tunga träden som stod i stora trälådor skedde på slutet av 1920-talet och senare med traktor. Det fanns även mindre lagerbladsträd som var lättare att hantera. 
I de lägre flygelbyggnaderna fanns växthus, arbetslokaler, pannrum och förråd. Här trivdes vinrankor, persikor och fikonträd. Under vintern drev man bland annat fram blomsterlökar, pelargoner och andra krukväxter. På området nedanför terrassen söder om orangeriet hade man som mest 400 drivbänkar där blommor och grönsaker odlades.
Idag inhyser orangeriet Restaurang Nynäs med servering i rotundan, i västra flygeln och på terrassen. I östra flygeln finns sedan 2003 Nynäs Trädgårdsbutik där allmänheten kan köpa fröer, plantor (speciellt pelargoner), krukor och trädgårdsprydnader. Där drivbänkarna var belägna sträcker sig idag en gräsmatta.

## Bilder

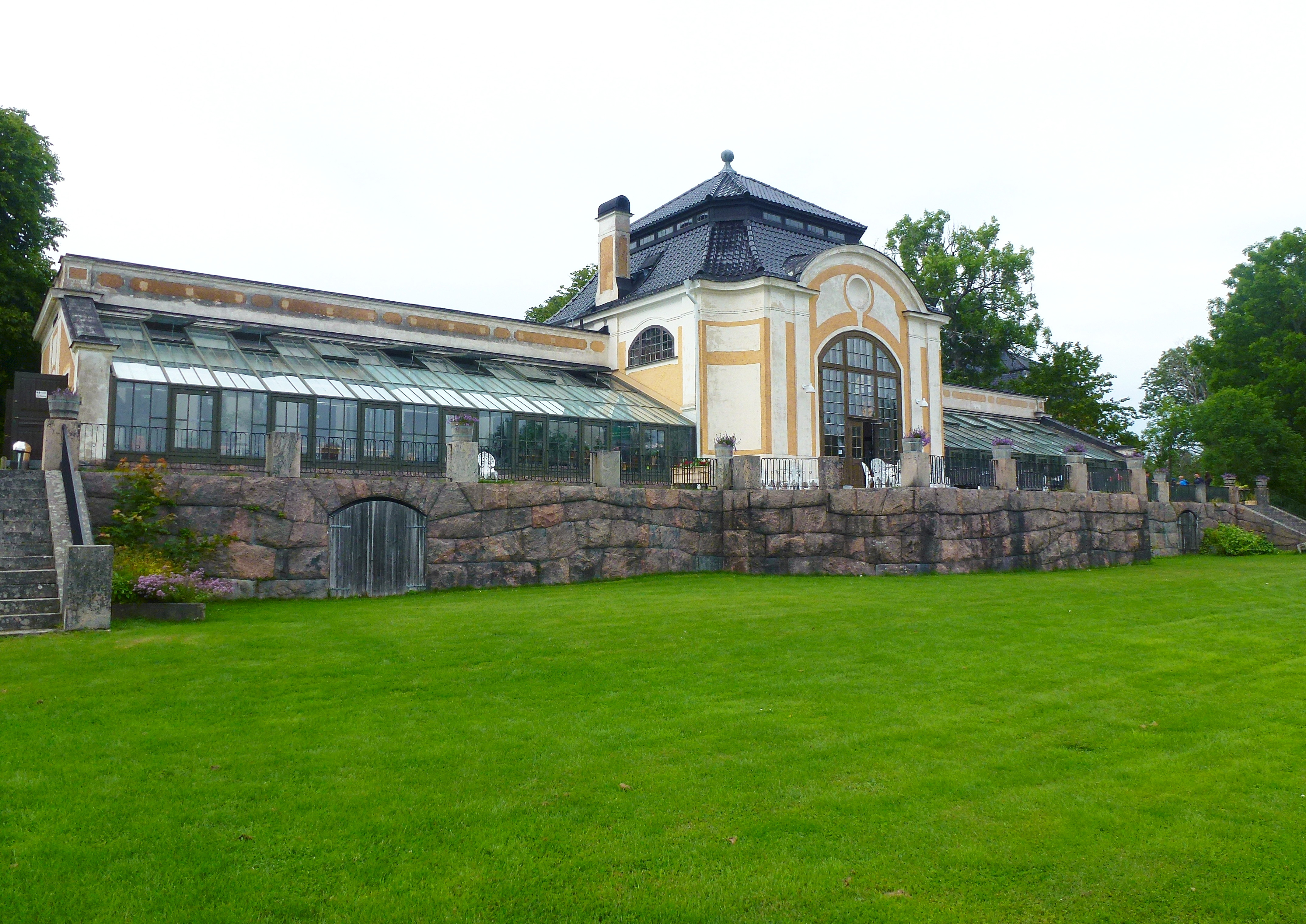
Fasad mot söder.
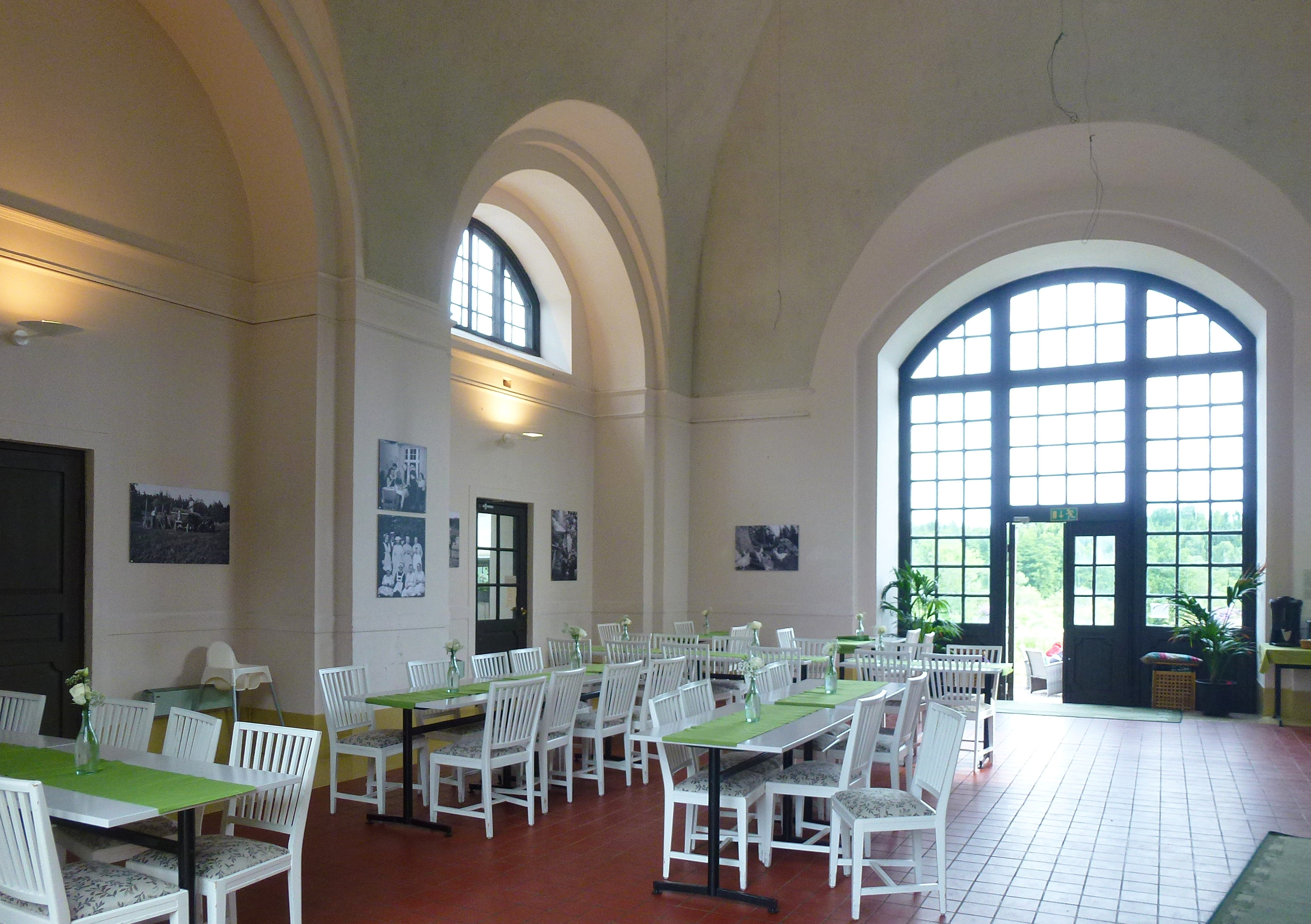
Mittendelen, interiör.
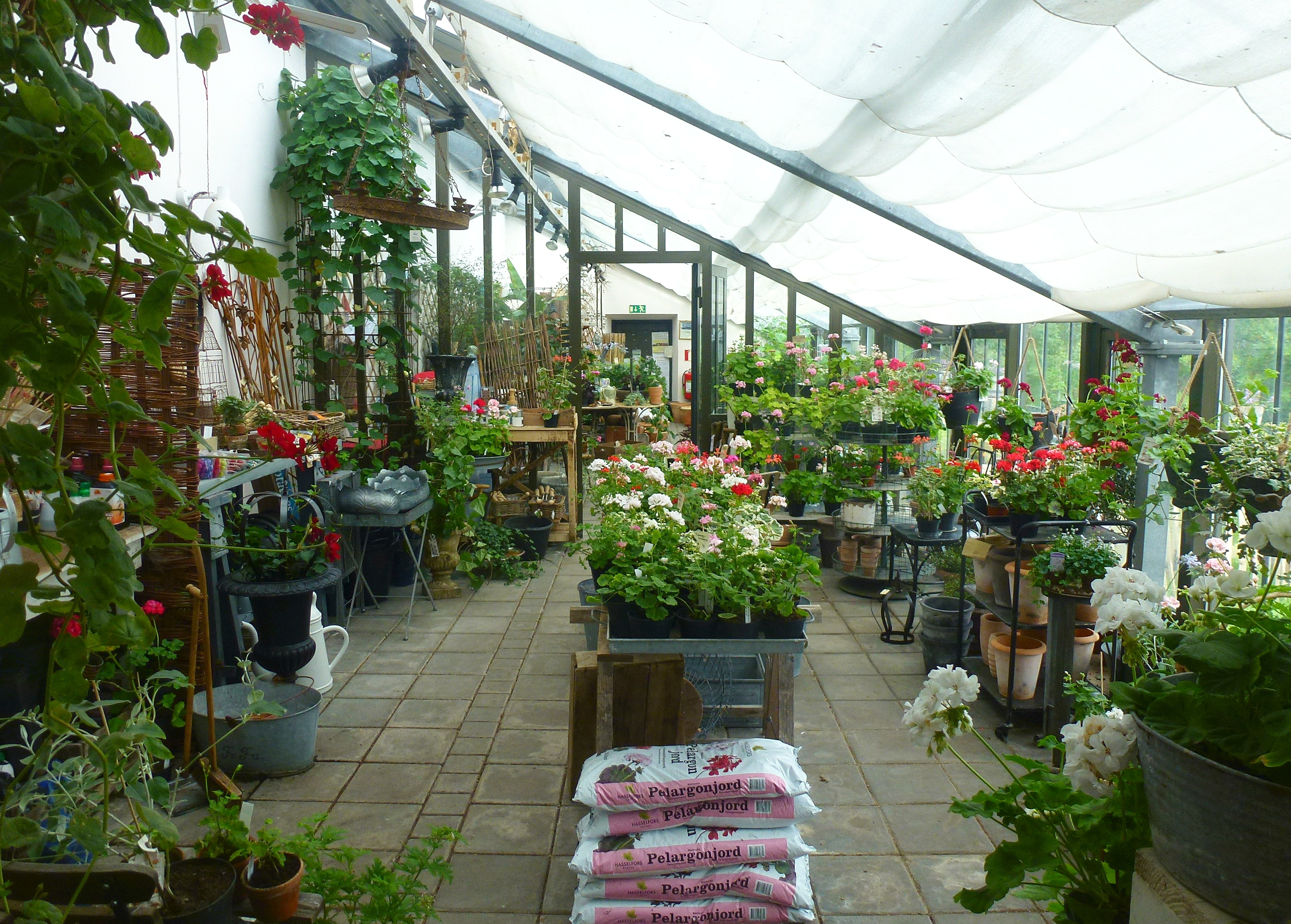
Nynäs Trädgårdsbutik.
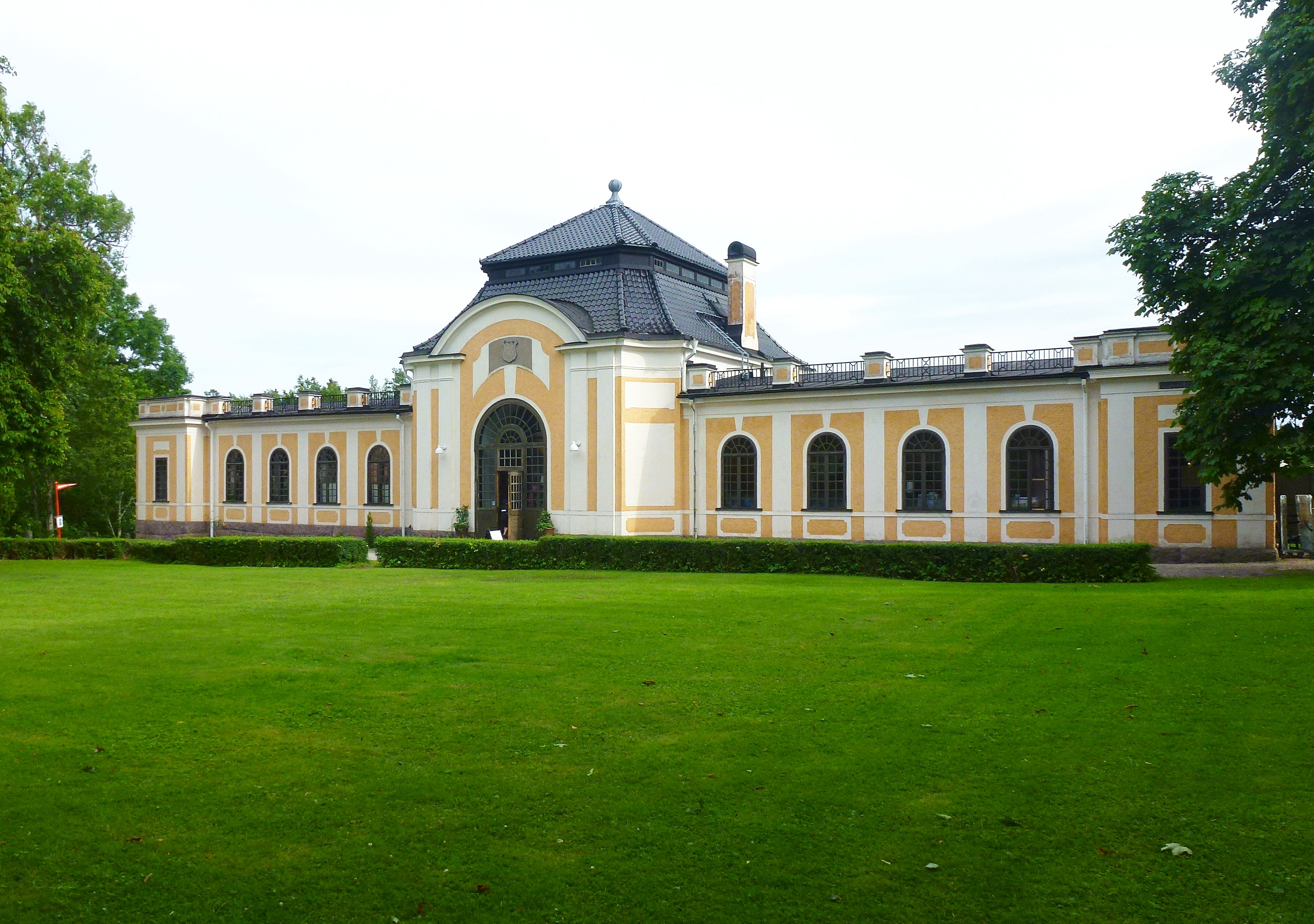
Fasad mot norr.